# 雲住寺
雲住寺（：／ Unjusa */?，又譯作運舟寺）是位於韓國全羅南道和順郡的佛教寺廟。由道詵國師建於新罗末期。《新增東國輿地勝覽》綾城縣條目記載「雲住寺在千佛千塔之左右山背石佛塔名一千又有石室二石佛像異座」。與「千佛千塔」的記載不同，現今的雲住寺只留有約百尊佛像和20座石塔。
和順雲住寺址一帶現為韓國史蹟第312號，雲住寺石塔則為韩国国宝第796號。